# Tiếng Motor
Tiếng Mator hoặc Motor là một ngôn ngữthuộc nhóm ngôn ngữ Samoyed trong ngữ hệ Ural, đã biến mất từ những năm 1840.
Tiếng này đã từng được sử dụng ở khu vực phía bắc của dãy núi Sayan Siberia, gần với biên giới phía bắc Mông Cổ. Người nói tiếng Mator sống trong một khu vực rộng từ mạn đông quận Minusinsk (okrug) dọc theo sông Yenisei đến khu vực hồ Baikal.
Ba tiếng địa phương của tiếng Mator được ghi nhận: Mator đích thực, Taygi và Karagas (đôi khi được coi là ngôn ngữ riêng biệt, nhưng sự khác biệt của hai thứ tiếng này rất ít). Ngày nay, "người Mator" chỉ đơn giản là một cái tên thay thế của Koibal, một trong năm lãnh thổ phụ phân chia nhóm các Khakas. (Lưu ý rằng cái tên "Koibal" tương tự xuất phát từ ngôn ngữ liên quan Samoyed  Koibal). Tiếng Mator thường xuyên được nhóm cùng với tiếng Selkup và tiếng Kamassia thành nhóm "Samoyed Nam". Tuy nhiên, một nhóm dày đặc không được coi là cấu thành một nhánh con thực tế của nhóm ngôn ngữ Samoyed.